# دستگاه مختصات دکارتی

تصویر سیستم مختصات دکارتی. نقاط عبارت‌اند از: (۲،۳) با رنگ سبز. (۳،۱-) با رنگ قرمز. (۲/۵-،۱/۵-) با رنگ آبی. مبدأ مختصات (۰،۰) با بنفش.

دستگاه مختصات دکارتی (به انگلیسی: Cartesian coordinate system)، در هندسه، به نمایش هر نقطه از صفحه با دو عدد (یک زوج مرتب) گفته می‌شود. این دو عدد را معمولاً به نام‌های مختصه X و مختصه Y می‌خوانند.
در دستگاه محورهای مختصات دوبعدی، محورهای خطی اعداد صحیح X و Y برهم عمودند؛ از همین رو این دستگاه را دستگاه محورهای متعامد نیز می‌گویند. این دستگاه مختصات یک انقلاب در ریاضیات ایجاد کرد. تا قبل از ابداع این دستگاه مختصات، تقریبا همه چیز در ریاضیات، عددی و نه بصری بود؛ ریاضیات با این دستگاه مختصات شکل جدیدی پیدا کرد و دانشمندان توانستند اعداد بی معنا را در صفحه ای دو بعدی از مولفه های X و Y نمایش دهند. این ابداع باعث ایجاد ریاضیات دیفرانسیل شد و باعث بوجود آمدن مباحثی مانند انتگرال، مشتق و انواع توابع ریاضیاتی شد. این دستگاه، پل ارتباطی میان فیزیک و ریاضی بود و با آن، دانشمندان توانستند مولفه ها و قوانین ریاضیات را در فیزیک بکار گیرند. برای مثال مشتق تابع سرعت به زمان، مساوی است با سرعت لحظه ای جسم.
دستگاه مختصات دکارتی از چهار بخش یا چهار ناحیه تشکیل شده است که به ترتیب ناحیه اول، ناحیه دوم، ناحیه سوم و ناحیه چهارم نامیده میشود. تفاوت این ناحیه ها در علامت مولفه های X و Y نقطه های واقع در آنهاست. برای مثال اگر نقطه ای در ناحیه اول واقع شود، آشکار میشود که مولفه های X و Y آن، هر دو عددی مثبت است و یا اگر در ناحیه سوم واقع شود، هر دو مولفه، عددی منفی هستند.
برای نمایش هندسی هر نقطه، دو خط عمود برهم را، که محور مختصات X (خُفت یا آبسیس) و محور مختصات Y، (یا رُست) نامیده می‌شوند، رسم می‌کنند و از محل تقاطع این دو محور، که مبدأ مختصات نام دارد، روی هر محور به اندازه مختصه X و مختصه Y دو طول را (بر حسب واحد طول) مشخص می‌کنند. خط‌هایی که در انتهای این طول‌ها عمود بر محورهای مختصات رسم شود، در نقطه‌ای یکدیگر را قطع می‌کنند. این محل تقاطع نمایش هندسی نقطه مورد نظر است.
نام این دستگاه مختصات از نام ریاضیدان و فیلسوف فرانسوی رنه دکارت (۱۵۹۶-۱۶۵۰) که این روش را برای مشخص کردن یک نقطه در صفحه کشف کرد، گرفته شده‌است.
با کاربرد دستگاه مختصات دکارتی امکان رسم معادلات جبری به صورت خط و منحنی یا محاسبه زوایا و فواصل و همچنین نوشتن معادله مختصات یک شکل در صفحه فراهم می‌شود. در این صفحه مختصات، میتوان توابع و نمودار ها را رسم کرد.

## تاریخچه
صفت "دکارتی" به ریاضیدان و فیلسوف فرانسوی، رنه دکارت اشاره دارد که این ایده را در سال ۱۶۳۷ زمانی که در هلند اقامت داشت، منتشر کرد. این سیستم به‌طور مستقل توسط پیر دو فرما نیز کشف شد، کسی که در ابعاد سه‌بعدی نیز کار کرده بود، هرچند فرما این کشف را منتشر نکرد. همچنین، روحانی فرانسوی نیکول اورِسمه از ساختارهایی مشابه مختصات دکارتی استفاده کرده بود که خیلی پیش‌تر از زمان دکارت و فرما بوده است.
هم دکارت و هم فرما در تحلیل‌های خود از یک محور استفاده کردند و طول متغیر را نسبت به این محور اندازه‌گیری می‌کردند. مفهوم استفاده از یک جفت محور بعداً معرفی شد، پس از آنکه کتاب لا ژئومتری دکارت در سال ۱۶۴۹ توسط فرانس فان شوترن و دانش‌آموزانش به زبان لاتین ترجمه شد. این مفسران هنگام تلاش برای روشن کردن مفاهیم موجود در آثار دکارت، چندین مفهوم جدید را معرفی کردند.
توسعه سیستم مختصات دکارتی نقش اساسی در پیشرفت حساب دیفرانسیل و انتگرال توسط آیزاک نیوتن و گوتفرید ویلهلم لایب‌نیتز ایفا کرد. توصیف دو‌محوری صفحه، بعدها به مفهومی عمومی‌تر تحت عنوان فضاهای برداری گسترش یافت.
از زمان معرفی سیستم مختصات دکارتی، سیستم‌های مختصات متنوع دیگری نیز توسعه یافته‌اند. از جمله آن‌ها می‌توان به مختصات قطبی برای نمایش نقاط در صفحه، و همچنین مختصات کروی و استوانه‌ای برای توصیف موقعیت‌ها در فضای سه‌بعدی اشاره کرد.

## نرم افزار هایی برای رسم توابع در مختصات دکارتی
رسم نمودار برخی از توابع از عهده انسان خارج است همچنین رسم دقیق آن بسیار زمان بر است. در همین راستا نرم افزار هایی ایجاد شدند تا به دانشمندان در رسم نمودار توابع دکارتی کمک کنند. نمونه هایی از آنها را در زیر میبینید.
- نرم افزار GeoGebra
- نرم افزار Kig
- نرم افزار Plots
- Canva